# Dracocephalum moldavica
La Melissa moldavica (Dracocephalum moldavica L.) è una pianta della famiglia delle Lamiacee.
Una prima descrizione morfologica e funzionale della D. moldavica si trova nell'“Herbario Novo” del medico Castore Durante del 1584. La pianta è originaria delle regioni meridionali della Siberia e dell'area himalayana, ma si trova ora naturalizzata anche nell'Europa Centrale ed Orientale.
Sopporta bene il clima freddo e predilige i terreni aridi sia di fondovalle, che di aree alpine e sub-alpine.

## Descrizione
La Melissa moldavica è una specie annuale a fusto eretto, solitamente alta 60 cm, ma che può raggiungere anche i 150 cm.
Per ogni pianta si hanno 7-9 rami che partono dalla base e raggiungono quasi l'altezza massima della pianta. Le foglie sono di colore verde scuro e ricoperte da corti peli. I fiori presentano un calice di circa 10 cm, tipicamente tubolare bilabiato.

## Usi
Nei paesi dove la D. moldavica cresce spontanea, il suo utilizzo fa parte della tradizione popolare. Le sommità fiorite e le foglie, seccate, vengono usate come aromatizzanti nei cibi e nelle bevande. Strofinando infatti una foglia di questa pianta sarà possibile avvertire l'intensa profumazione agrumata, data dall'alto contenuto in citrali.
Estratti acquosi hanno anche evidenziato un'attività sedativa sul sistema nervoso nel ratto.
Dalle parti aeree della melissa moldavica viene estratto, per distillazione, un olio essenziale che presenta un buon contenuto in citrali, geraniolo, linalolo, flavonoidi, acido caffeico e derivati. Questa composizione conferisce all'olio essenziale ottime proprietà cosmetiche, dovute soprattutto alle proprietà generiche emollienti, ma anche a quelle antibatteriche e antifungine specifiche date dalla ricca composizione.